# マリー・フォン・ヴァルデック＝ピルモント
マリー・フォン・ヴァルデック＝ピルモント（Marie von Waldeck-Pyrmont, 1857年5月23日 - 1882年4月30日）は、ヴュルテンベルク王ヴィルヘルム2世の最初の妻。夫が王位を継承する9年前に死んだため、ヴュルテンベルク王妃にはなれなかった。

## 生涯
ヴァルデック侯ゲオルク・ヴィクトルとその最初の妻でナッサウ公ヴィルヘルムの娘であるヘレーネの間に三女として生まれた。1歳年下の妹エンマはオランダ王ウィレム3世の妃である。
1877年2月15日、マリーはヴュルテンベルクの王位継承者ヴィルヘルム王子（のちのヴィルヘルム2世王）と結婚し、一男一女をもうけた。
- パウリーネ（1877年 - 1965年） - ヴィート侯フリードリヒと結婚
- ウルリヒ（1880年）

マリーは1882年に3番目の子供を死産した際に亡くなった。男子の後継者を必要とするヴィルヘルムは1886年にシャルロッテ・ツー・シャウムブルク＝リッペと再婚したが、結局男子には恵まれなかった。